# Smmmile Festival
 (novembre 2019).
Si vous disposez d'ouvrages ou d'articles de référence ou si vous connaissez des sites web de qualité traitant du thème abordé ici, merci de compléter l'article en donnant les références utiles à sa vérifiabilité et en les liant à la section « Notes et références ».
Le  Smmmile Festival ou  Smmmile Festival vegan et pop, est un festival musical français consacré au mode de vie végan. Cet événement militant et festif associe concerts, salon, conférences, débats et dégustations. Il se déroule tous les ans au parc de la Villette, à Paris et a pour but de revendiquer un mode de vie durable et respectueux de l'environnement, de sensibiliser au végétalisme ou véganisme, tout en restant ouvert à tous les curieux et amateurs de musique. En co-production avec la salle de concert Le Trabendo jusqu'en 2018, le  Smmmile Festival est co-produit pour la première fois avec l'Établissement public du parc et de la grande halle de la Villette en 2019, pour sa quatrième édition.
La chanteuse Nili Hadida du groupe Lilly Wood and the Prick est la marraine du festival.

## Historique et organisation
En 2016, le  Smmmile Festival nait de l’idée de trois musiciens végans, Nicolas Dhers, Sylvain Tardy et Jean-Benoît Robert. Il est fondé sur la base de l'association  Smmmile, créée en 2015.
Selon Nicolas Dhers, le directeur et cofondateur du festival, l'objectif « est de créer pendant trois jours un espace bienveillant où l’on peut à la fois écouter des musiques actuelles et débattre de la transition alimentaire, écologique et sociale ».
Chaque année le  Smmmile Festival prend place au cœur du Parc de la Villette et ses dimensions sont réparties sur différents espaces du Parc : les espaces verts, le Trabendo, la Grande Halle, la Petite Halle, le pavillon Paul Delouvrier, la place du Charolais ou encore les jardins passagers.

### Concerts et DJ sets
Jusqu'en 2018, les concerts et DJ-Sets ont lieu au Trabendo et dans la Petite Halle. Le Trabendo faisant office de club pour accueillir les DJ-sets la nuit, la Petite Halle accueillant quant à elle en journée les concerts pop, rock et alternatifs. En fonction des années, ces concerts sont gratuits ou payants, avec des prix variables.

### Village des initiatives
Le village des initiatives est tout un espace de stands occupé par des associations, des créateurs ou encore des start-ups spécialisées dans l'alimentation végétale, les cosmétiques véganes ou encore les vêtements, chaussures et sacs éthiques et véganes. Ce village, qui s'étale principalement au niveau de la zone couverte de la Grande Halle et de son péristyle permet ainsi aux festivaliers de déambuler librement et de découvrir les initiatives actuelles dans le mode de vie végane et la défense de l'environnement.

### Zone de restauration végétale et dégustations
La zone de restauration disposée au niveau de la Petite Halle ou sous le péristyle de la Grande Halle est composée de stands qui proposent une offre de plats entièrement végétaux (inspirés de la gastronomie française, asiatique, antillaise, libanaise...).

### Conférences et tables-rondes
Au-delà de la musique, le  Smmmile Festival  est depuis sa création un espace d’échanges et de réflexion pour tous autour de la végétalisation de l'alimentation et des modes de vie, de la transition écologique et des enjeux sociaux et sociétaux actuels. À travers des projections, des conférences, tables rondes ou rencontres ouvertes au public, on y discute d’un futur commun désirable. Véritable lieu de rencontre pour les acteurs du changement, sont invités chaque année des dirigeants d’entreprises, des élu, des penseurs, porteurs de projets, artistes engagés ou encore décideurs institutionnels, pour dialoguer autour de grandes questions de société.

### Ateliers et démonstrations culinaires
En parallèle des concerts et des tables-rondes, de nombreuses animations en tous genres sont organisées : cours de yoga dans le parc, démonstrations culinaires ouvertes à tous et animées par des spécialistes de l'alimentation végétale, ateliers broderie, DIY...

### Little Smmmile Villette
Le Little Smmmile Villette, en partenariat avec la structure Little Villette, est une version du festival entièrement adaptée et destinée aux enfants. Ateliers de danse, de musique, de cuisine végétale, ou encore sensibilisation aux habitudes éco-responsables sont proposés sur deux jours dans le pavillon Paul Delouvrier.

## Éditions
- 1ère édition, du 16 au 18 septembre 2016[1]
- 2e édition, du 15 au 17 septembre 2017[7]
- 3e édition, du 15 au 16 septembre 2018[8]
- 4e édition, du 13 au 15 septembre 2019[9]
- 5e édition, du 19 au 20 septembre 2020
- 6e édition, du 18 au 19 septembre 2021
- 7e édition, du 1 au 2 juillet 2023

Sur les quatre premières années, le festival a réuni au total près de 45 000 festivaliers.

### Édition 2016
Pour sa première édition en 2016, le Smmmile Festival a lieu du 16 au 18 septembre au Parc de la Villette à Paris, et est organisé en co-production avec le Trabendo.
Les concerts se déroulent sur les scènes du Trabendo et du Cabaret Sauvage, pour des tarifs compris entre 12 et 28€.
Une exposition est également présentée par Arte dans la Grande Halle, « Révolutions animales », tirée de l’ouvrage documentaire éponyme.
Programmation musicale : Omar Souleyman, Isaac Delusion, Forever Pavot, Sage, Prince Rama, Batuk, Ifé, OK Lou…
Autres invités du festival : Vanessa Wagner, Brigitte Gothière (L214), Elodie Vieille Blanchard (Association Végétarienne de France), Emmanuel Soulias (Enercoop), Pietro Leemann (chef étoilé), Sébastien Kardinal, Clémence Katz,,…

### Édition 2017
En 2017, le festival prend place au Parc de la Villette du vendredi 15 au dimanche 17 septembre, en co-production avec le Trabendo pour la deuxième année consécutive. De nombreuses activités proposées sont gratuites d’accès ; un Pass 3 jours concerts est proposé à 47€.
Programmation musicale (au Trabendo) : Bachar Mar-Khalife, Mykki Blanco, Cakes Da Killa, Islam chipsy & Eek, Ata Kak, Puzupuzu, ACID ARAB, FM Belfast, Matias Aguayo, Solar Sound System,…

### Édition 2018
Pour sa troisième édition, le Smmmile Festival se déroule de nouveau à la Villette, toujours en co-production avec le Trabendo, les 15 et 16 septembre. Les concerts de première partie de soirée sont gratuits, et les deuxièmes parties de soirée sont à 15€.
Programmation musicale : Discodromo, Nili Hadida (DJ Set), Dream Koala, Aérea Negrot, Fang the Great, Shaelin, Reno & Crame, Sarah Maison, Buvette, Ramo, Judah Warsky…
Autres invités : Sébastien Kardinal, Alexis Gauthier (chef étoilé), Élodie Vieille Blanchard (AVF), Raj Patel (auteur et universitaire américain), Cécile Duflot (Oxfam France), Louis Schweitzer (auteur), Brigitte Gothière (L214), Karine Lou Matignon…

### Édition 2019
Pour la première fois en 4 ans, le festival n’est plus co-produit par le Trabendo, mais désormais par l'Établissement public du Parc et de la Grande Halle de la Villette. Pour la première fois également, l'accès au festival est proposé à tarif libre : sous forme de donation, les festivaliers sont invités à choisir librement le prix de leur entrée.
Programmation musicale : Gaelynn Lea, Oh Mu, Juicy, Dope Saint Jude, Wakanda en DJ set, Boy Racer, Basile di Manski, Andriamad, RAMÒ, les Stabcats, Vanessa Wagner, Bravery in Battle, Bel Ombre, LOANE, Shelmi, Fred Nevché, et Night Night.
Autres invités : Audrey Pulvar, Sylvie Guillem, Paul Watson (Sea Shepherd), Brigitte Gothière (L214), Sylvestre Wahid (chef étoilé **), Julien Dumas (chef étoilé*), Sébastien Kardinal, Jean-François Julliard (Greenpeace France), Elodie Vieille Blanchard (Association Végétarienne de France), Julien Vidal (Ça commence par moi), Jihem Doe, Myriam Bahaffou, Julien Penegry (Fédération Française du Naturisme), Loki Starfish (Gang Bambi), Genesis Butler, Corentin de Chatelperron...

## Les autres événements de Smmmile
En plus du Smmmile Festival, l'association organise tout au long de l'année d'autres événements culturels destinés à donner davantage de soutien et de visibilité aux initiatives véganes et éco-responsables.

### Les Offs du Smmmile
Une fois par mois, l’association  Smmmile organise une soirée de networking rassemblant des entrepreneurs du milieu végane, en partenariat avec, entre autres, KissKiss BankBank (site de  crowdfunding) et le concept store végane Aujourd’hui Demain. Ces soirées de rencontres sont gratuites et ouvertes à tous.

### La  Smmmile Party
Une fois par an, l’été, Smmmile organise une journée “pop-up” du Smmmile Festival à venir. Au programme de midi à minuit : des stands associatifs, une table-ronde, de la restauration végétale, des DJ sets… 
En fonction des années, les Smmmile Parties se déroulent dans différentes structures parisiennes, telles le Petit Bain ou la Fondation GoodPlanet.